# Colijnsplaat Corona
Colijnsplaat Corona est une corona, formation géologique en forme de couronne, située sur la planète Vénus par -32° S et 151° E. Elle est localisée dans le quadrangle de Mahuea Tholus. Elle a été nommée en référence à Colijnsplaat, déesse teutonne de la fertilité. 

## Géographie et géologie
Colijnsplaat Corona couvre une surface circulaire d'environ 350 km de diamètre. 